# Nazionale femminile di calcio del Galles
La nazionale femminile di calcio del Galles è la rappresentativa calcistica femminile internazionale della Galles, gestita dalla locale federazione calcistica (FAW).
In base alla classifica emessa dalla FIFA il 12 giugno 2025, la nazionale femminile occupa il 30º posto del FIFA/Coca-Cola Women's World Ranking.
Come membro dell'UEFA partecipa a vari tornei di calcio internazionali, come al campionato mondiale FIFA, al campionato europeo UEFA e ai tornei ad invito come l'Algarve Cup o la Cyprus Cup.

## Storia

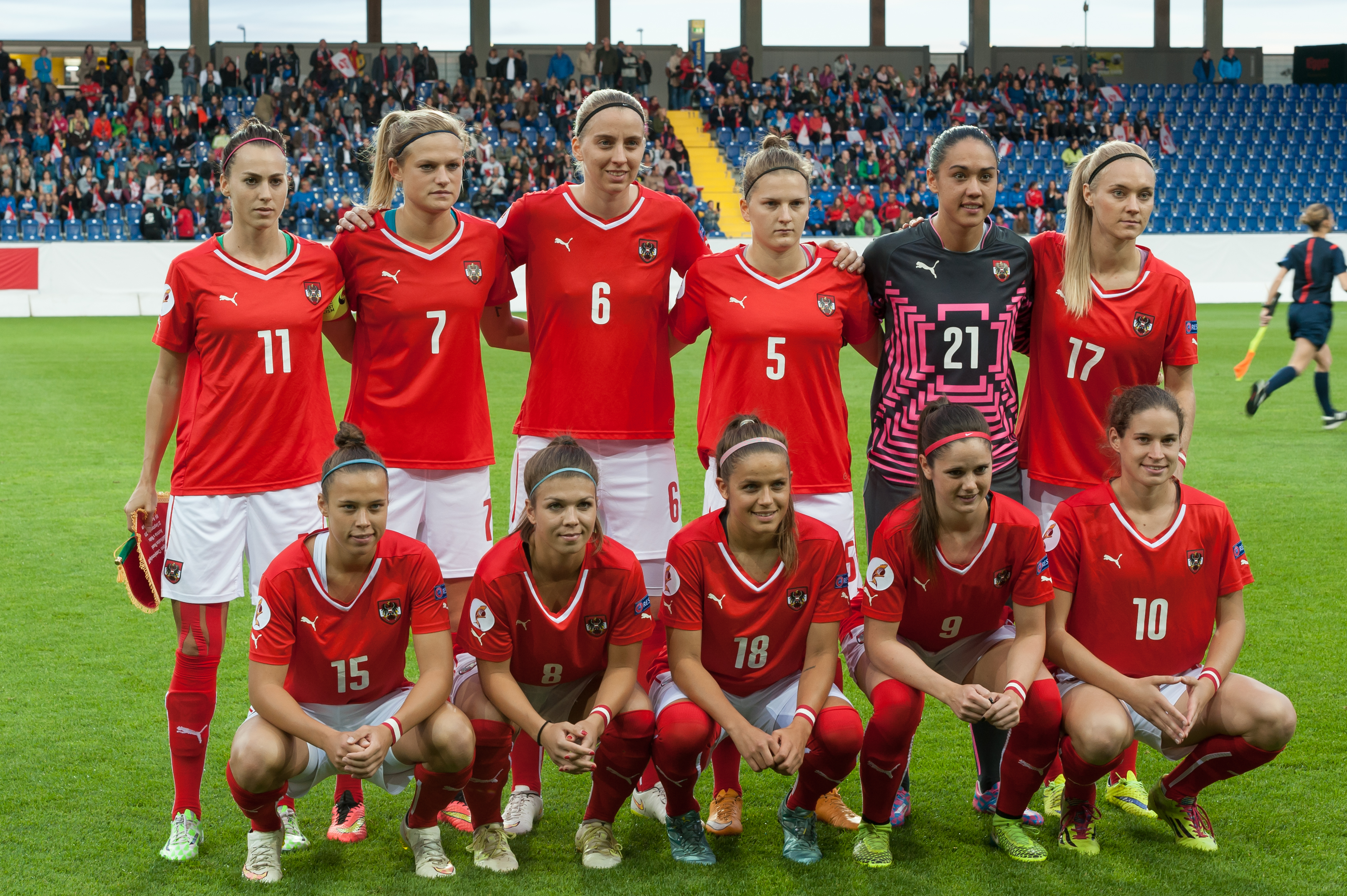
Formazione del Galles per la partita contro l'Austria del 22 settembre 2015.

La nazionale gallese iniziò a disputare le prime partite internazionali nel corso degli anni settanta del XX secolo dopo che era stato rimosso il divieto per le donne a giocare a calcio. Nel 1979 il Galles prese parte al campionato europeo non ufficiale disputatosi in Italia, perdendo entrambe le partite contro Svezia e Paesi Bassi nel gruppo D della fase a gironi. Nel 1993 la nazionale prese parte alle qualificazioni al campionato europeo 1995, prima volta in un torneo ufficiale. Da allora non è riuscita a qualificarsi alla fase finale del campionato europeo né a quella del campionato mondiale.
Le prestazioni migliorarono all'inizio degli anni 2010, quando la nazionale iniziò a posizionarsi a metà classifica nelle fasi a gironi delle qualificazioni a mondiali ed europei. Nelle qualificazioni al campionato mondiale 2019 concluse al secondo posto il gruppo 1 dietro all'Inghilterra, non avanzando ai play-off perché non risultò tra le migliori quattro seconde classificate. Nelle qualificazioni al campionato europeo 2022, invece, nonostante avesse chiuso il gruppo C a pari punti con l'Irlanda del Nord, venne classificata terza. Nelle qualificazioni al campionato mondiale 2023 il Galles concluse il gruppo I al secondo posto dietro alla Francia, accedendo alla fase a play-off per la prima volta. Ai play-off superò la Bosnia ed Erzegovina al primo turno dopo i tempi supplementari, grazie a una rete di Jessica Fishlock; al secondo turno, invece, perse contro la Svizzera dopo i tempi supplementari, mancando così l'accesso alla fase finale del mondiale.
All'inizio del 2023 la federazione calcistica gallese stabilì che lo stipendio di calciatori e calciatrici convocati in nazionale  sarebbe stato lo stesso. Nell'edizione inaugurale della UEFA Women's Nations League la nazionale gallese venne inserita nella Lega A, ma, concludendo all'ultimo posto il gruppo 3, venne retrocessa in Lega B.

## Partecipazioni ai tornei internazionali
Legenda: Grassetto: Risultato migliore, Corsivo: Mancate partecipazioni

## Selezionatori
| Anni      | Nome             |
| --------- | ---------------- |
| 1979-1989 | Sylvia Gore      |
| 1995-1996 | Sue Lopez        |
| 1996-2000 | Roy Thomas       |
| 2000-2003 | Sian Williams    |
| 2003-2007 | Andy Beattie     |
| 2007-2010 | Adrian Tucker    |
| 2010-2014 | Jarmo Matikainen |
| 2014-2021 | Jayne Ludlow     |
| 2021-2024 | Gemma Grainger   |
| 2024-     | Rhian Wilkinson  |

## Tutte le rose
Campionato d'Europa UEFA 20251 Clark, 2 Woodham, 3 Evans, 4 Ingle, 5 Roberts, 6 Green, 7 Holland, 8 James, 9 Barton, 10 Fishlock, 11 Cain, 12 Soper, 13 Rowe, 14 Ladd, 15 Hughes, 16 Estcourt, 17 Joel, 18 E. Morgan, 19 Powell, 20 Jones, 21 Middleton-Patel, 22 Griffiths, 23 F. Morgan, CT: Wilkinson

## Rosa
Lista delle 23 giocatrici convocate dalla selezionatrice Rhian Wilkinson per il campionato europeo 2025. Presenze e reti aggiornate al momento della convocazione.
| N. | Pos. | Giocatore             | Data nascita (età)          | Pres. | Reti | Squadra           |
| -- | ---- | --------------------- | --------------------------- | ----- | ---- | ----------------- |
| 1  | P    | Olivia Clark          | 30 agosto 2001 (23 anni)    | 30    | 0    | Leicester City    |
| 2  | D    | Lily Woodham          | 3 settembre 2000 (24 anni)  | 39    | 3    | Crystal Palace    |
| 3  | D    | Gemma Evans           | 1º agosto 1996 (28 anni)    | 77    | 1    | Liverpool         |
| 4  | C    | Sophie Ingle          | 2 settembre 1991 (33 anni)  | 141   | 6    | Chelsea           |
| 5  | D    | Rhiannon Roberts      | 30 agosto 1990 (34 anni)    | 79    | 2    | Betis             |
| 6  | D    | Josie Green           | 25 aprile 1993 (32 anni)    | 39    | 0    | Crystal Palace    |
| 7  | C    | Ceri Holland          | 12 dicembre 1997 (27 anni)  | 43    | 7    | Liverpool         |
| 8  | C    | Angharad James        | 1º giugno 1994 (31 anni)    | 132   | 6    | Seattle Reign     |
| 9  | A    | Kayleigh Barton       | 22 marzo 1988 (37 anni)     | 86    | 22   | Charlton Athletic |
| 10 | C    | Jessica Fishlock      | 14 gennaio 1987 (38 anni)   | 162   | 47   | Seattle Reign     |
| 11 | A    | Hannah Cain           | 11 febbraio 1999 (26 anni)  | 16    | 3    | Leicester City    |
| 12 | P    | Poppy Soper           | 4 maggio 2002 (23 anni)     | 0     | 0    | Blackburn Rovers  |
| 13 | C    | Rachel Rowe           | 13 settembre 1992 (32 anni) | 76    | 8    | Southampton       |
| 14 | D    | Hayley Ladd           | 6 ottobre 1993 (31 anni)    | 105   | 3    | Everton           |
| 15 | A    | Elise Hughes          | 15 aprile 2001 (24 anni)    | 31    | 3    | Crystal Palace    |
| 16 | D    | Charlie Estcourt      | 27 maggio 1998 (27 anni)    | 48    | 3    | DC Power          |
| 17 | C    | Lois Joel             | 2 giugno 1999 (26 anni)     | 9     | 0    | Newcastle United  |
| 18 | D    | Esther Morgan         | 28 agosto 2002 (22 anni)    | 11    | 0    | Sheffield Utd     |
| 19 | D    | Ella Powell           | 1º febbraio 2000 (25 anni)  | 14    | 0    | Bristol City      |
| 20 | A    | Carrie Jones          | 4 settembre 2003 (21 anni)  | 37    | 3    | IFK Norrköping    |
| 21 | P    | Safia Middleton-Patel | 21 settembre 2004 (20 anni) | 4     | 0    | Manchester United |
| 22 | C    | Alice Griffiths       | 22 gennaio 2001 (24 anni)   | 16    | 0    | Durham            |
| 23 | A    | Ffion Morgan          | 11 maggio 2000 (25 anni)    | 43    | 2    | Bristol City      |